# Кринка (приток Керженца)
Кринка — река в России, протекает в Городском округе Семёновский Нижегородской области. Устье реки находится в 189 км по правому берегу реки Керженец. Длина реки составляет 15 км, площадь водосборного бассейна — 66,4 км².
Исток реки у нежилой деревни Александровка в 14 км к северу от города Семёнов. Река течёт на северо-восток, затем на юго-восток. Приток — Белотеловка (правый). Впадает в Керженец выше посёлка Керженец.
Система водного объекта: Керженец → Волга → Каспийское море.

## Данные водного реестра
По данным государственного водного реестра России относится к Верхневолжскому бассейновому округу, водохозяйственный участок реки — Волга от устья реки Ока до Чебоксарского гидроузла (Чебоксарское водохранилище), без рек Сура и Ветлуга, речной подбассейн реки — Волга от впадения Оки до Куйбышевского водохранилища (без бассейна Суры). Речной бассейн реки — (Верхняя) Волга до Куйбышевского водохранилища (без бассейна Оки).
Код объекта в государственном водном реестре — 08010400312110000034691.